# Провалівська сільська рада
Провалівська сільська рада — колишня адміністративно-територіальна одиниця та орган місцевого самоврядування у Любарському районі Житомирської і Бердичівської округ, Вінницької та Житомирської областей Української РСР з адміністративним центром у селі Провалівка.

## Населені пункти
Сільській раді на час ліквідації були підпорядковані населені пункти:
- с. Вигнанка;
- с. Провалівка.

## Населення
Кількість населення ради, станом на 1923 рік, становила 1 289 осіб, кількість дворів — 290.
Відповідно до перепису населення СРСР, станом на 17 грудня 1926 року, чисельність населення ради становила 1 314 осіб, з них, за статтю: чоловіків — 617, жінок — 697, етнічний склад: українців — 1 310, євреїв — 3, поляків — 1. Кількість господарств — 306, з них несільського типу — 5.

## Історія та адміністративний устрій
Створена 1923 року в складі с. Провалівка та хутора Юхимчука Любарської волості Полонського повіту Волинської губернії. 7 березня 1923 року увійшла до складу новоствореного Любарського району Житомирської округи. Станом на 1 жовтня 1941 року х. Юхимчука не перебував на обліку населених пунктів.
Станом на 1 вересня 1946 року сільська рада входила до складу Любарського району Житомирської області, на обліку в раді перебувало с. Провалівка.
11 серпня 1954 року, відповідно до указу Президії Верховної ради Української РСР «Про укрупнення сільських рад по Житомирській області», до складу ради приєднано с. Вигнанка ліквідованої Вигнанської сільської ради Любарського району.
Ліквідована 11 січня 1960 року, відповідно до рішення Житомирського облвиконкому № 2 «Про зміни в адміністративно-територіальному поділі сільських рад в районах області», с. Провалівка підпорядковане Стрижівській сільській раді, с. Вигнанка — Пединківській сільській раді Любарського району Житомирської області.